# Ласкаво просимо, або Сусідам вхід заборонений
«Ласкаво просимо, або Сусідам вхід заборонений» (англ. Deck the Halls, «Прикрасьте Хо́ллів») — американська комедія 2006 року. Сімейна комедія про ревнощі, злих сусідів, у домашньому художньому оформленні, оповита атмосферою відпочинку та Різдвяних канікул. У головних ролях Денні Де Віто і Метью Бродерік.

## Сюжет
Сім'я переїжджає в тихий північноамериканське містечко напередодні Різдва, сподіваючись зажити тихим життям. Батько Стів сподівається об'єднати сім'ю, особливо дітей під час Різдва, але плани псує Бадді Голл, який також переїжджає туди зі своєю сім'єю. Сусіди знайомляться і спочатку ладнають один з одним, але після того, як донька Бадді показала йому будинок через супутник на комп'ютері, Бадді засмутився через те, що його будинок був менше будинку Стіва, і вирішив прикрасити його гірляндами, щоб будинок був помітний, але Стіву це не подобається, оскільки Бадді дуже шумить і краде електроенергію для освітлення будинку, а також влаштовує кожну ніч світлові шоу, які заважають Стіву спати.
Його новий сусід Бадді є повною протилежністю Стіва: індивідуаліст з великими планами, які обов’язково повинні здійснитися. Поступово це переростає в боротьбу між сім’ями, причому в цьому беруть участь тільки татусі, в той час як сім'ї миряться і знаходять спільну мову.
Остання мрія Бадді — прикрасити свій будинок найяскравішою у світі ілюмінацією, яку можна було б побачити з космосу — перетворює дисциплінований світ Стіва в повний жах. Будь-якою ціною він буде намагатися заважати божевільним задумам Бадді — або очолити його проект.

## У ролях
| Актор           | Роль                                                     |
| --------------- | -------------------------------------------------------- |
| Денні Де Віто   | Бадді Голл                                               |
| Метью Бродерік  | Стів Фінч                                                |
| Крістін Девіс   | Келлі Фінч, дружина Стіва                                |
| Крістін Ченовет | Тіа Голл, дружина Бадді                                  |
| Алія Шокат      | Медісон Фінч, донька Стіва                               |
| Ділан Блу       | Картер, син Стіва                                        |
| Келлі Елдрідж   | Ешлі, донька Бадді                                       |
| Сабріна Елдрідж | Емілі, донька Бадді                                      |
| Хорхе Гарсія    | Воллес, коментатор забігу на ковзанах                    |
| Кел Пенн        | Аміт Саїд, спеціаліст супутникового комп’ютерного центру |
| Джилліан Вігмен | Герта                                                    |
| Райан Девлін    | Боб Мюрей                                                |
| Шон О’Брайан    | майор Янг                                                |
| Су Чін Пак      | ведуча новин (у ролі самої себе)                         |
| Джеккі Барроуз  | місіс Роуз                                               |
| Гарі Чок        | шериф Дейв                                               |
| Нікола Пельтц   | Маккензі                                                 |
| Зак Сантьяго    | продавець феєрверків                                     |
| Корі Монтейт    | Madison's Date                                           |

## Цікаві факти
В кінці фільму натовп людей співає пісню "Свята ніч, тиха ніч". Популярна католицька різдвяна пісня, яка також звучить у виконанні дитячого хору в фільмі "Сам удома".